# Kull le Conquérant
Pour plus de détails, voir Fiche technique et Distribution.
Kull le Conquérant (Kull the Conqueror) est un film d'heroic fantasy basé sur l'univers de Robert Ervin Howard, réalisé par John Nicolella et sorti en 1997, avec Kevin Sorbo dans le rôle du personnage principal Kull.

## Synopsis
Kull est un puissant guerrier qui, au cours d'un combat, blesse mortellement son adversaire, le roi Borna. Dans un dernier soupir, impressionné par la force de Kull, le roi Borna désigne Kull comme son successeur. Kull devient ainsi roi au grand dam des proches du roi parmi lesquels le général Taligaro qui s'estime le légitime héritier du trône. Kull devient un roi puissant et aimé de son peuple. Malheureusement Taligaro et d'autres parents de l'ancien roi lui vouent une haine féroce et sont bien décidés à l'éliminer. C'est alors que, tandis que Kull développe de tendres sentiments pour l'esclave Zareta, il est séduit par la belle Akivasha, une sorcière maléfique que les ennemis de Kull ont ressuscitée dans le but de séduire Kull et de l'épouser pour le tuer ensuite au cours de la nuit de noces. Échappant de justesse à la tentative d'assassinat, Kull se lance alors à la recherche de l'unique arme qui lui permettra de lutter contre une sorcière ayant usurpé son trône. 

## Fiche technique
- Titre : Kull le Conquérant
- Réalisation : John Nicolella
- Scénario : Charles Edward Pogue, d'après le personnage créé par Robert E. Howard
- Production : Raffaella De Laurentiis, Beverlee Dean, Jeff Franklin, Steve Waterman, Hester Hargett et Arthur Lieberman
- Musique : Joel Goldsmith
- Photographie : Rodney Charters
- Montage : Dallas Puet
- Société de distribution : United International Pictures
- Pays d'origine : États-Unis
- Langue : anglais
- Format : Couleurs - 2,35:1 - DTS - 35 mm
- Genre : Fantastique, Aventure, Action
- Durée : 95 minutes
- Dates de sortie : 29 août 1997 (États-Unis), 28 juillet 1998 (France)

## Distribution
- Kevin Sorbo (VF : Jérôme Keen) : Kull d'Atlantis
- Tia Carrere (VF : Françoise Cadol) : Akivasha
- Thomas Ian Griffith (VF : Bernard Gabay) : Général Taligaro
- Litefoot (VF : Guillaume Orsat) : Ascalante
- Roy Brocksmith (VF : Jacques Ciron) : Tu
- Harvey Fierstein (VF : Sylvain Lemarié) : Juba
- Karina Lombard (VF : Marjorie Frantz) : Zareta
- Edward Tudor-Pole (VF : Yves Beneyton) : Enaros
- Douglas Henshall (VF : Alexandre Gillet) : Ducalon
- Joe Shaw : Dalgar
- Sven-Ole Thorsen : Roi Borna
- Terry O'Neill : Capitaine du bateau
- Pat Roach : Zulcki
- John Hallam : Mandara

## Autour du film
- Le scénario de ce film était à l'origine en partie écrit pour être celui du troisième film sur Conan le Barbare avec Arnold Schwarzenegger après Conan le Barbare et Conan le Destructeur, mais celui-ci qui avait initialement signé pour cinq films rompit son contrat après l'échec du deuxième film sorti en 1984 et du spin-off, Kalidor, centré sur Sonia la Rousse, également créée par Robert Ervin Howard. Le film se serait intitulé Conan the Conqueror (Conan le Conquérant en français). Le scénario fut donc remanié une dizaine d'années plus tard pour porter à l'écran un autre personnage créé par Robert E. Howard, en l'occurrence Kull, lequel vivait à l'Âge thurien, originaire d'Atlantide et devenu roi de Valusie dans les romans d'Howard. Ce personnage créé avant Conan lui est assez similaire et l'a inspiré par la suite.
- Kevin Sorbo qui joue le rôle principal de Kull est connu pour avoir également joué le rôle principal du demi-dieu Hercule dans la série télévisée Hercule de 1995 à 1999 ainsi que dans la série dérivée Xena, la guerrière.
- L'acteur danois Sven-Ole Thorsen qui jouait des hommes de mains différents des méchants dans les deux films Conan et était cascadeur dans Kalidor revient dans ce film où il joue le rôle du roi Borna.
- Une série de films était initialement envisagée, mais l'échec commercial du premier film a conduit à l'abandon du projet.